# Bourg-la-Reine
Bourg-la-Reine is een gemeente in het Franse departement Hauts-de-Seine (regio Île-de-France) en telt 20.249 inwoners (2015). De plaats maakt deel uit van het arrondissement Antony.

## Geografie
De oppervlakte van Bourg-la-Reine bedraagt 1,9 km², de bevolkingsdichtheid is 10.828 inwoners per km².
De onderstaande kaart toont de ligging van Bourg-la-Reine met de belangrijkste infrastructuur en aangrenzende gemeenten.

## Demografie
Onderstaande figuur toont het verloop van het inwonertal (bron: INSEE-tellingen).

## Geboren in Bourg-la-Reine
- Évariste Galois (1811-1832), wiskundige
- Philippe Laudenbach (1936), acteur
- Claire Nebout (1964), actrice
- Laurent Guyot (1969), voetballer en voetbaltrainer
- Élisabeth Grousselle (1973), atlete
- Modibo Diakité (1987), voetballer
- Jimmy Turgis (1991), wielrenner
- Anthony Turgis (1994), wielrenner
- Tanguy Turgis (1998), wielrenner